# UNIVAC 418

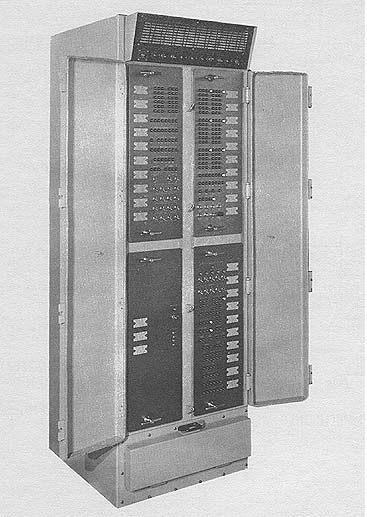
UNIVAC 1218 Military Computer

Die UNIVAC 418, im militärischen Bereich UNIVAC 1218 und UNIVAC 1219 genannt, ist ein Großrechner und wurde 1963–1969 durch Sperry Rand entwickelt. Ein Ziel war es, die Maschine so klein wie möglich zu gestalten, so dass sie auf einem normalen Bürotisch Platz findet. Das System basierte auf Transistoren und eine Maschinenwortbreite von 18 Bit. Der Name 418 bildete sich aus den Eigenschaften, dass die Maschine vier Mikrosekunden Taktzeit als auch 18 Bit Wortbreite besaß.
Im ganzen wurden drei verschiedene Modelle (418-I, 418-II und 418-III) entworfen und im ganzen über 392 Maschinen produziert. Manche Maschinen waren bis Ende 1990 im Einsatz.
- Die erste UNIVAC 418-I, respektive UNIVAC 1218 wurde 1963 ausgeliefert. Sie war ca. 1,8 m hoch und hatte ein Gewicht von 352 kg.
- Der Nachfolger, die UNIVAC 418-II, auch UNIVAC 1219 genannt, wurde 1964 ausgeliefert. Der Taktzyklus wurde vom 4 µs auf 2 µs reduziert. Die UNIVAC 1219 wurde von der Japanischen Marine im zur Steuerung ihrer Feuerleitsystems basierend auf MFCS MK-74  (Missile Fire Control System)  als auch  GFCS MK-68 Systems (Gun Fire Control System) eingesetzt. Auch die US Navy benutzte die UNIVAC 1219 in ihrem Feuerleitsystem basierend auf MFCS MK-76, als auch zur Steuerung des AN/SPG-55 Radarsystems.[1]
- Bei der UNIVAC 418-III wurde der Taktzyklus weiter auf 750 Nanosekunden reduziert, als auch der Befehlssatz erweitert.